# Preussens herrehus

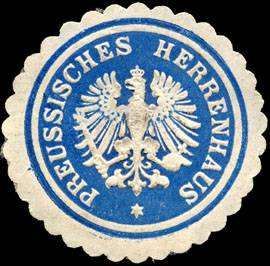
Sigill.

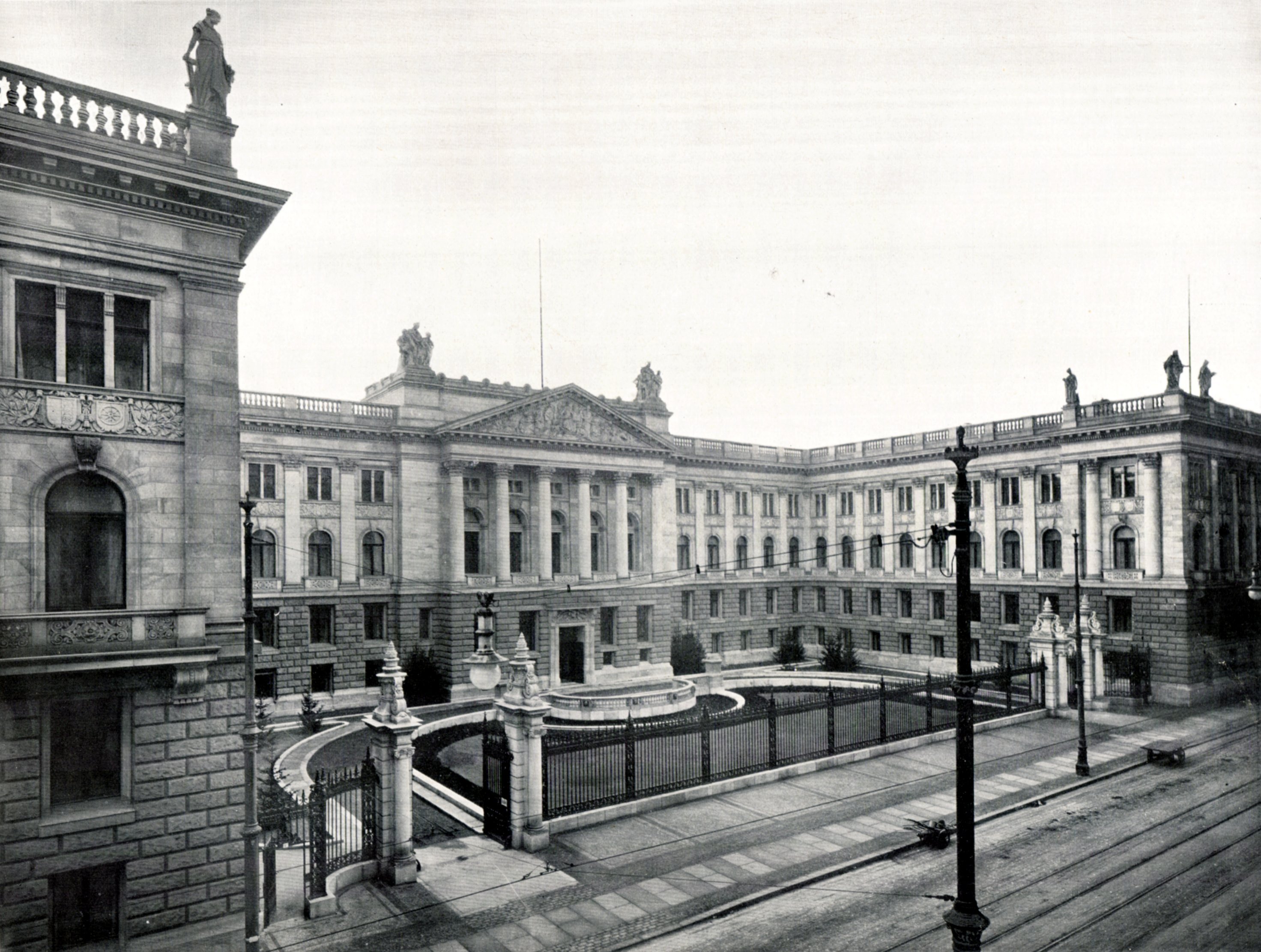
Byggnaden för Preussens herrehus i Berlin vid Leipziger Strasse, 1904.

Preussens herrehus (tyska: Preußisches Herrenhaus) var överhuset i Kungariket Preussens lantdag från införandet av 1848 års författning och fram till avskaffandet i samband med tyska novemberrevolutionen 1918. Funktionen som överhus överfördes i 1920 års författning för Fristaten Preussen till Preussens statsråd.
Sedan september 2000 sammanträder Förbundsrådet i byggnaden som från 1904 var Herrehusets säte och sammanträdesplats.

## Sammansättning
Herrehuset bestod av fler olika kategorier. Prinsar i kungahuset, som efter uppnådda myndiga år kunde inkallades av kungen, men ingen kallades in.
Ärftliga medlemmar:
1. Huvudmannen för furstliga huset Hohenzollern-Sigmaringen
2. Huvudmännen för mediatiserade furstefamiljer i de preussiska länderna (standesherren)
3. Huvudmännen för vissa andra släkter som kungen förlänat ärftlig representationsrätt

Ledamöter utsedda på livstid: 
1. Innehavarna av fyra högsta preussiska hovämbetena (Landhofmeister, Kanzler, Obermarschall, Oberburggraf)
2. Sådana personer av kungen, antingen utan förslag eller efter presentationsrätt av vissa stift, av vissa korporationer av adelsmän (grevar med godsegendom inom en provins, med presentationsrätt särskilt benådade familjer med vidsträckta besittningar och innehavare av gammal jordegendom), av universiteten samt av vissa med presentationsrätt benådade städer.

År 1914 var de ärftliga medlemmarna till antalet 98 stycken, de utan förslag utsedda 46 stycken och de efter förslag utsedda var 170 stycken.